# 中華民国とマーシャル諸島の関係
中華民国とマーシャル諸島の関係（ちゅうかみんこくとマーシャルしょとうのかんけい、繁体字中国語: 中華民國－馬紹爾群島關係）、あるいは台湾とマーシャル諸島の関係（たいわんとマーシャルしょとうのかんけい、簡体字中国語: 台湾马绍尔群岛关系、英語: Taiwan–Marshall Islands relations）とは、中華民国とマーシャル諸島の間における国際関係を指す。

## 歴史
1998年11月20日、国交樹立。
1998年12月5日、中華民国がマジュロに大使館を設置。
1999年10月7日、マーシャル諸島が台北に大使館を設置。

## 二国間協定・覚書
| 日期           | 協議                                       | 備註     |
| -------------- | ------------------------------------------ | -------- |
| 1979年8月13日  | 農業技術協力協定                           | [ 註 1 ] |
| 1999年2月10日  | 農業技術協力協定                           | [ 註 2 ] |
| 1999年2月10日  | 航空貨物協力協定                           |          |
| 1999年5月1日   | 投資の促進及び保護に関する協定             |          |
| 2002年5月17日  | 共同公報                                   |          |
| 2003年10月9日  | 国際協力開発財団のボランティアに関する協定 |          |
| 2004年12月1日  | 衛生協力協定                               |          |
| 2006年4月14日  | 資金洗浄情報交換協力協定                   |          |
| 2008年7月28日  | 台湾保健局設立に関する覚書                 |          |
| 2011年4月12日  | 犯罪人引き渡し条約                         |          |
| 2017年10月30日 | 奨学基金設立に関する覚書                   |          |
| 2017年10月30日 | 移民問題と人身売買防止協力に関する覚書     |          |
| 2018年7月27日  | 沿岸警備協力協定                           |          |
| 2018年7月27日  | 相互査証免除協定                           |          |
| 2018年11月20日 | 警察協力協定                               |          |
| 2018年11月20日 | 戦略的パートナーシップ協定                 |          |
| 2019年1月3日   | オーストロネシア語族文化交流協力協定       |          |

## 貿易
2019年現在、マーシャル諸島は中華民国から見て第147位の貿易相手国であり、両国の貿易額は1,011万2,523ドル、うち中華民国の輸入は77万1,220ドルで輸出は934万1,303ドルである。
また、中華民国への主要輸出品目は冷凍魚、銅くず、碎屑物など、中華民国からの主要輸出品目はロープ、塩、レーダー機器、鉄鋼製品などとなっている。

### 註釈
1. ↑  修訂：1982年2月16日、1984年8月27日、1986年5月5日、1988年11月25日；延期：1982年2月16日、1984年2月22日、1986年5月5日、1988年11月25日
2. ↑  更新：2009年8月31日